# Štětkovec
Štětkovec (Callistemon) je rod rostlin z čeledi myrtovité. Jsou to keře a stromy s nevelkými, jednoduchými, střídavými listy a květy v nápadných, podlouhlých květenstvích s dlouhými, většinou červenými nebo žlutými tyčinkami. Květy jsou opylovány zejména ptáky a různými včelami. Rod zahrnuje téměř 40 druhů a je rozšířen v Austrálii a na Tasmánii. Štětkovce jsou v klimaticky příhodných oblastech světa pěstovány pro nápadná květenství jako okrasné dřeviny.
Taxonomie rodu Callistemon není dosud dořešená, pravděpodobně však bude na základě fylogenetických výzkumů vřazen do blízce příbuzného rodu kajeput (Melaleuca).

## Popis
Štětkovce jsou stálezelené, aromatické keře a stromy, dorůstající výšky od 1 do 12 metrů. Listy jsou drobné až středně velké, jednoduché, zpravidla dlouhé a úzké, střídavé, kožovité, řapíkaté až přisedlé. Čepel listů je na ploše žláznatě tečkovaná. Palisty chybějí. Květy jsou přisedlé, pětičetné, podepřené listeny, uspořádané v jednoduchých klasech vytvářejících se u konce větévek. Po odkvětu větévka pokračuje v růstu. Kalich je složen z 5 volných, vejčitých až okrouhlých lístků. Koruna je drobná a nenápadná, zpravidla zelená, smetanová, žlutá nebo růžová, složená z 5 volných, eliptických, vejčitých až okrouhlých korunních lístků. Tyčinek je mnoho (obvykle 16 až 70), jsou dlouhé a barevné (nejčastěji červené nebo žluté), na bázi krátce srostlé. Semeník je polospodní, srostlý ze 3 nebo 4 plodolistů a se stejným počtem komůrek s mnoha vajíčky. Čnělka je 1, zakončená hlavatou bliznou. Plodem je pouzdrosečná, pukavá, dřevnatá tobolka s mnoha semeny. Plody většinou dlouhou dobu vytrvávají na větvích.

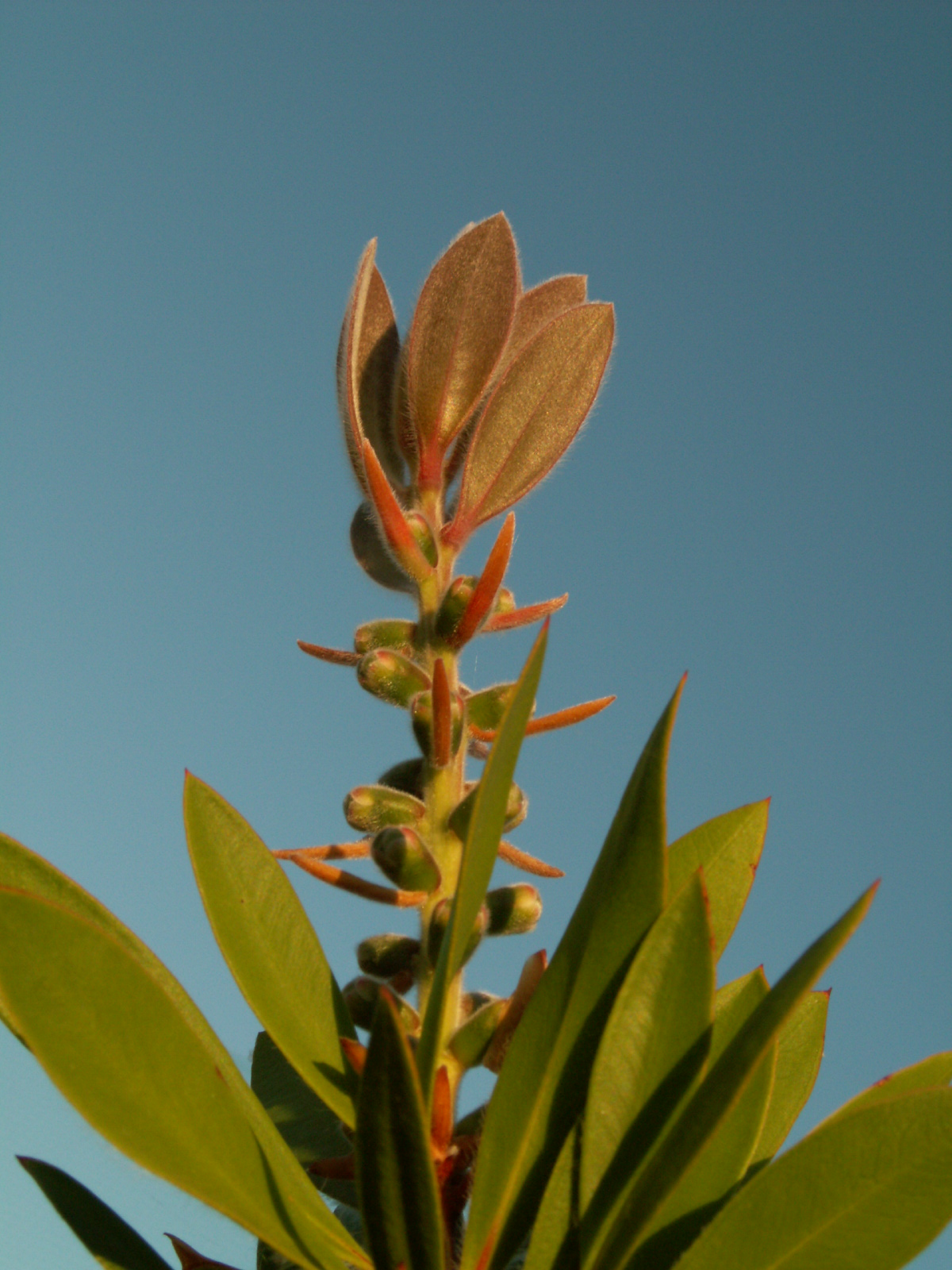
Nakvétající květenství štětkovce
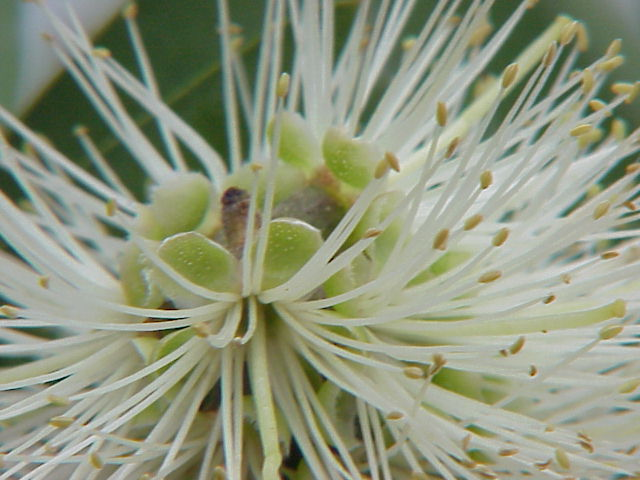
Detail květů C. pallidus
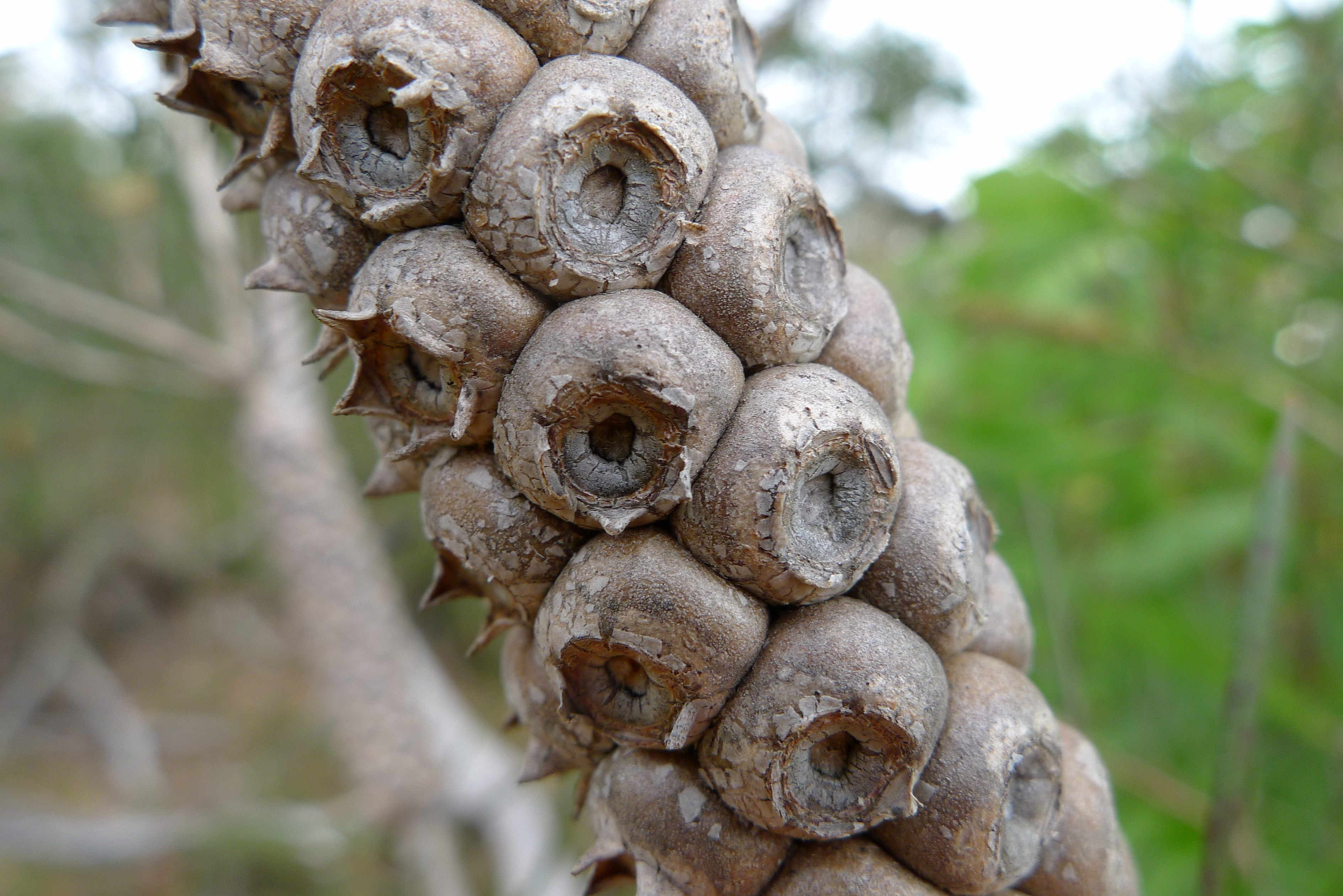
Plodenství C. linearis
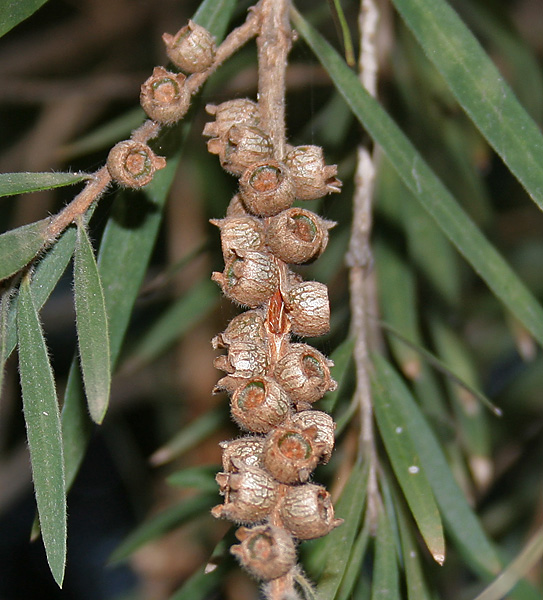
Plodenství C. viminalis

## Rozšíření
Rod štětkovec zahrnuje 37 druhů. Je rozšířen v Austrálii a na Tasmánii. V některých zdrojích je uváděno i několik druhů z Nové Guiney (např.), které jsou však většinou řazeny do rodu Melaleuca.
V Austrálii rostou štětkovce zejména v jihozápadní, východní a jihovýchodní části kontinentu. Ve vnitrozemí je jejich výskyt sporadický. Největší počet druhů roste ve východní Austrálii. Z Tasmánie jsou uváděny 2 druhy: C. viridiflorus a C. pallidus.

## Ekologické interakce
Květy štětkovců jsou opylovány zejména ptáky a včelami. Různých druhů ptáků bylo na květech australských štětkovců napočítáno celkem 28. Patří mezi ně zejména medosavky rodu Phylidonyris a Meliphaga, kystráčci rodu Melithreptus, jehlozobky (Acanthorhynchus), někteří papoušci aj.
Ptáci navštěvují květy brzy zrána a zkonzumují většinu nektar, který se vytváří zejména v noci. Včely přilétají během dne a dosbírávají jeho zbytky.
Listy štětkovců se v Austrálii živí někteří brouci, např. vrubounovitý brouk Repsimus manicatus nebo mandelinky rodu Paropsisterna.
Plody většiny druhů zůstávají na větvích a otevírají se až po několika letech. K otevření tobolek může dojít např. po požáru vegetace, které jsou v některých oblastech Austrálie časté a periodické. U některých druhů se tobolky otevírají již po roce.

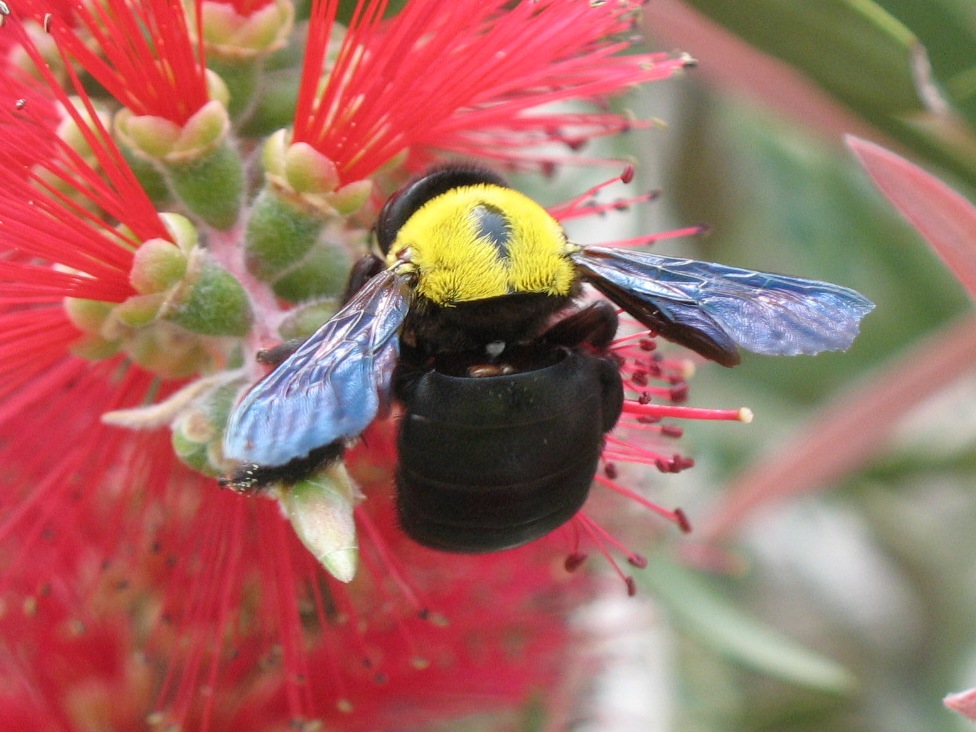
Drvodělka Xylocopa pubescens na květech štětkovce
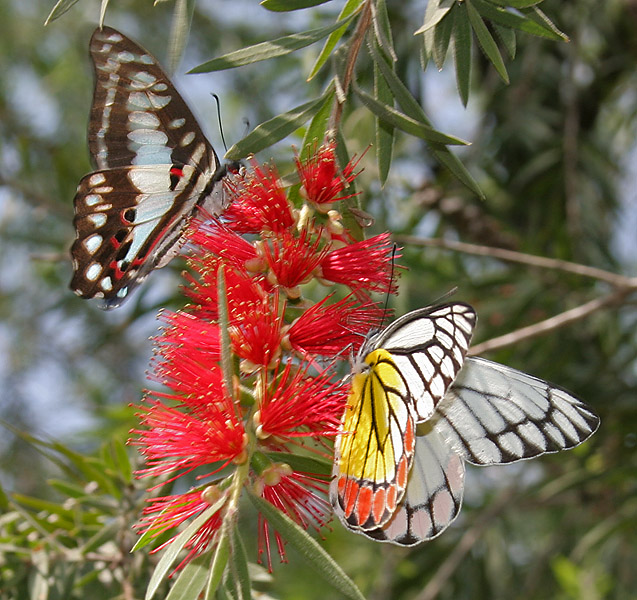
Bělásek Delias eucharis a otakárek Graphium doson na květech C. viminalis
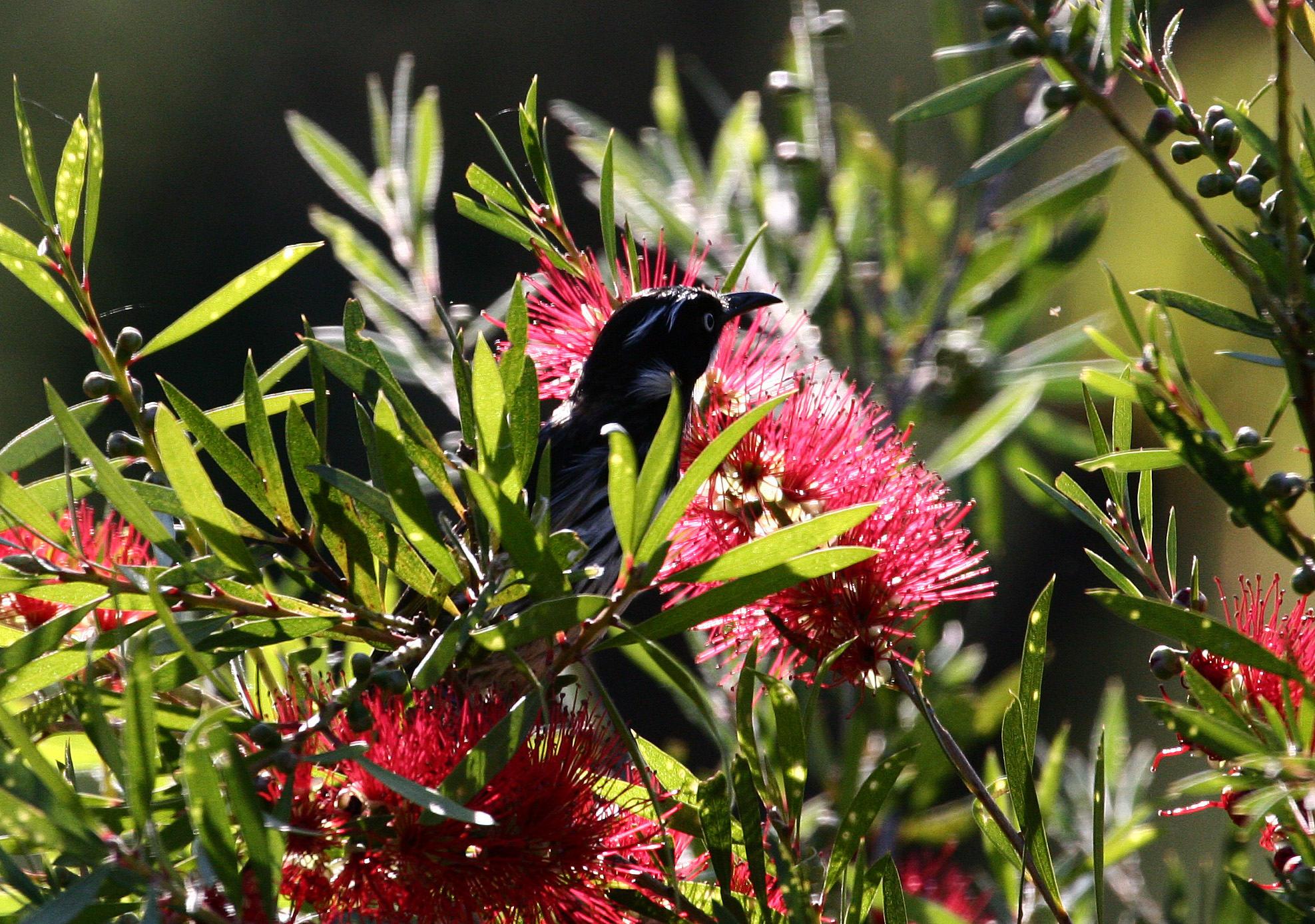
Medosavka Phylidonyris novaehollandiae na štětkovci
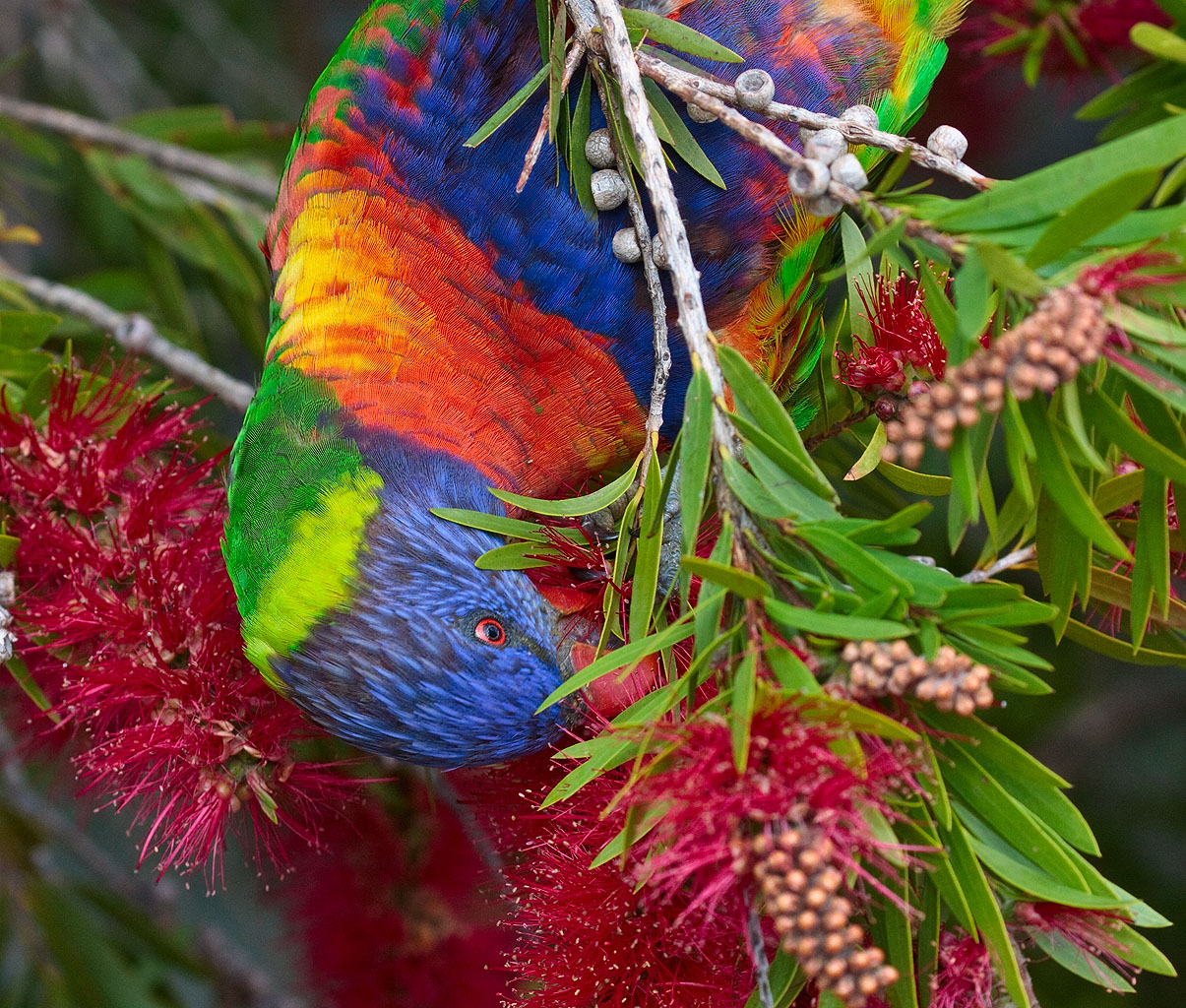
Lori mnohobarvý na květech C. viminalis

## Taxonomie
Rod Callistemon  je v rámci myrtovitých řazen do podčeledi Myrtoideae a tribu Melaleuceae. Taxonomie a pojetí tohoto rodu jsou dosud nesjednocené. Na základě fylogenetických studií bylo zjištěno, že rod Callistemon tvoří (podobně jako několik dalších rodů myrtovitých) vývojovou větev uvnitř rodu Melaleuca, který se tím stává polyfyletickým. Taxonomická revize této skupiny nebyla dosud uveřejněna. V rámci vývojového stromu rodu Melaleuca se sice objevuje několik monofyletických skupin a bylo by možno jej rozřadit do několika monofyletických rodů, tyto skupiny však nemají téměř žádné význačné morfologické znaky, které by je navzájem vymezovaly. Současní taxonomové se proto kloní spíše k širokému pojetí rodu Melaleuca, zahrnujícího i druhy rodu Callistemon a upřednostňují toto řešení před jeho rozdělením do několika vzájemně nerozlišitelných rodů. Některé zdroje již Callistemon jako součást rodu Melaleuca uvádějí (např.), jiné zatím preferují starší pojetí ()

## Význam
Štětkovce se pěstují v klimaticky příhodných oblastech světa jako zajímavé okrasné dřeviny s nápadnými květenstvími. Druh C. citrinus byl dovezen do Británie Josephem Banksem již v roce 1789. Většina druhů vyžaduje sušší klima a dobře propustnou půdu, pouze druh C. viminalis je vlhkomilnější a snese i zasolenou půdu. Štětkovce se často i v přírodě mezi sebou kříží a jejich určování je dosti obtížné. Mimo botanických druhů se pěstuje i řada okrasných kultivarů a různých hybridů. Z červeně kvetoucích štětkovců náležejí mezi běžněji pěstované druhy zejména C. rigidus, C. speciosus, C. viminalis, C. brachyandrus a C. citrinus, ze žlutokvětých se pěstuje zejména C. pallidus, C. pityoides, C. subulatus, C. formosus, C. salignus a C. sieberi. Druhy C. citrinus a C. rigidus jsou vyhledávány pro svůj vzpřímený vzrůst.
Různé druhy štětkovců lze vidět ve sklenících českých botanických zahrad.

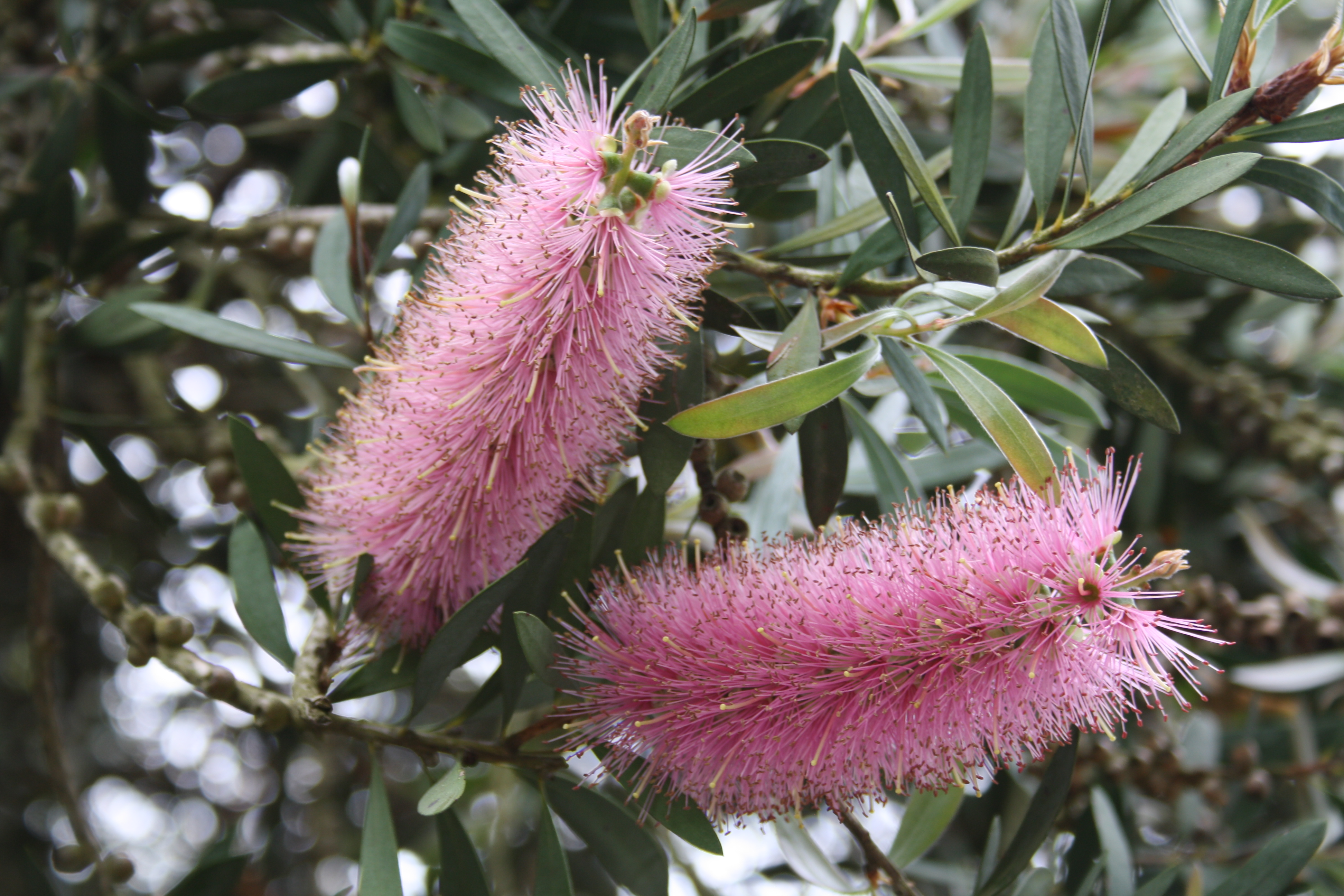
Růžová květenství C. salignus
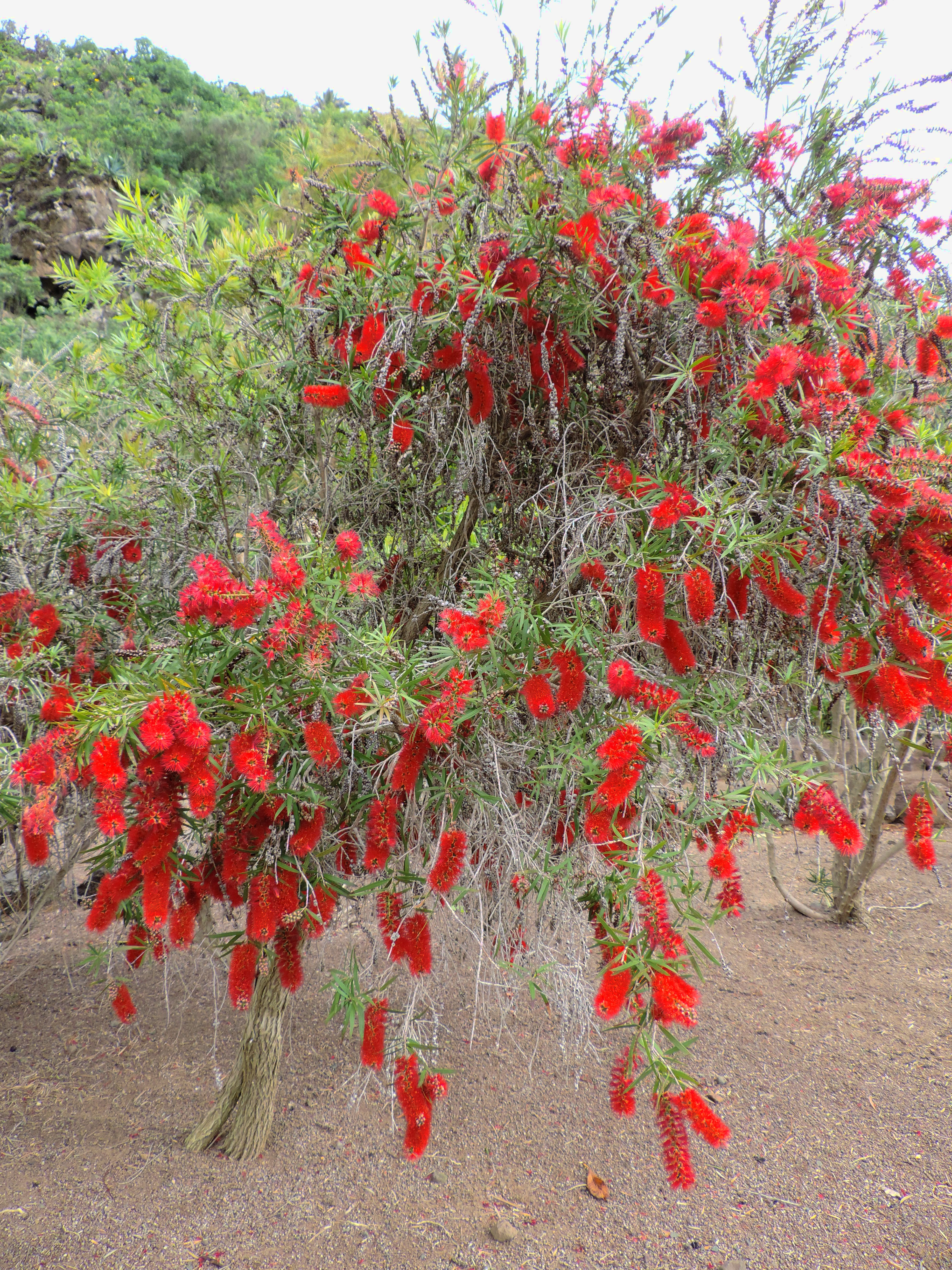
Krásně rozkvetlý štětkovec C. citrinus